# Beslen
Beslen (în bulgară Беслен) este un sat în Obștina Hadjidimovo, Regiunea Blagoevgrad, Bulgaria.

## Demografie
Componența etnică a satului Beslen
     Bulgari (42,6%)
     Nicio identificare (57,39%)
     Altele (0%)
La recensământul din 2011, populația satului Beslen era de 723 locuitori. Nu există o etnie majoritară, locuitorii fiind  și bulgari (42,6%). Pentru 57,39% din locuitori nu este cunoscută apartenența etnică.